# Wanns de eppes kanns!
Wanns de eppes kanns! est une émission luxembourgeoise de télé réalité diffusée sur la RTL Télé Lëtzebuerg. Il s’organise en plusieurs mini-show dévoilant le talent de chanteurs, danseurs, magiciens, comédiens et autres artistes amateurs de tout âge concourant pour le premier prix d’un montant de 250 000 €. L’émission fut lancée en février 2009.

## Vainqueurs
- Saison 1 - 2009 : Isaiah Wilson
- Saison 2 - 2010 : Sarah Meyer
- Saison 3 - 2011 : Deborah Schneider